# Zapoteca andina
Zapoteca andina är en ärtväxtart som beskrevs av Héctor Manuel Hernández. Zapoteca andina ingår i släktet Zapoteca och familjen ärtväxter. Inga underarter finns listade i Catalogue of Life.